# Compagnies franches

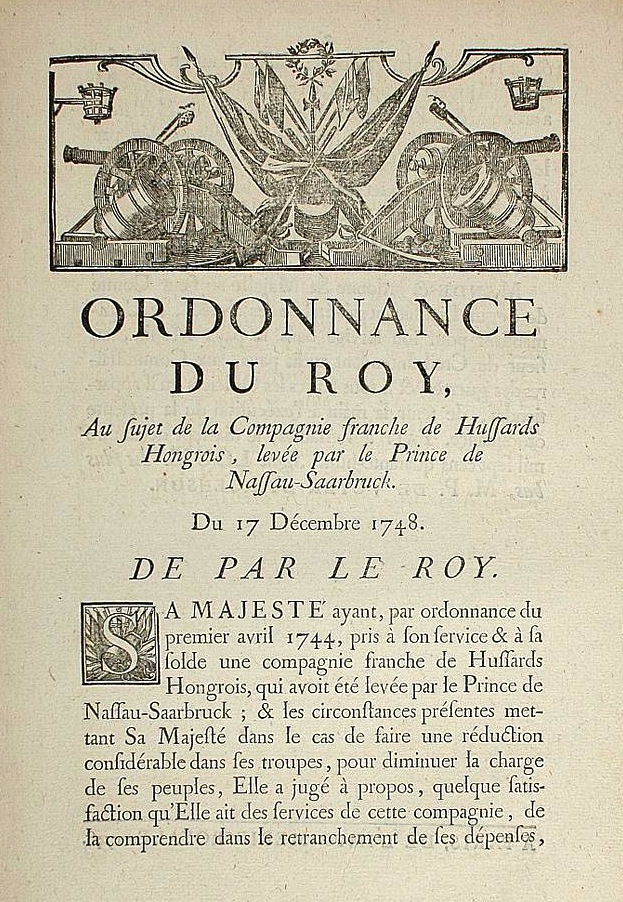
Ordonnance du Roy au sujet de la compagnie franche de hussards Hongrois, levée par le prince de Nassau-Saarbruck. Du 17 décembre 1748.

Les compagnies franches sont des unités militaires françaises, apparues au XVe siècle et disparaissant au XVIIIe pour laisser la place aux troupes légères.
Le rôle de ces compagnies franches évoluera selon les périodes. De milice locale pour assurer la sécurité d'une ville, elles seront peu à peu rattachées aux armées en campagne avec le rôle de les protéger, elles, leurs bagages et leurs lignes de communication.
Ces formations mercenariales ne doivent pas être confondues avec celles appelées bandes suisses formées par un régime de capitulations entre les rois de France et la Confédération Suisse des XIII cantons.

## Origine
Les premières compagnies franches apparaissent sous le règne de Louis XI mais pendant la Guerre de Cent Ans, le terme était déjà utilisé pour désigner des bandes de mercenaires commandées par de petits nobliaux impécunieux ou des bâtards de la haute noblesse . 
Leur dénomination signifie qu'elles sont affranchies, non concernées, par les règlements auxquels obéit l'armée. En particulier, elles ont le droit de faire du butin.

## Organisation
Ce sont, très généralement, des unités temporaires, levées en début de campagne et dispersées à sa fin.

### XVe–XVIesiècles
À leur création, les compagnies franches sont autorisées par le roi et levées pour garde et la défense d'une ville. Certaines portent le nom de franc-archers.

Ceux qui en font partie sont exemptés (affranchis) de certains impôts et, selon les villes, peuvent recevoir certains privilèges.

Lors de la dissolution des bandes françaises, après 1567, certaines demeureront en garnison à l'état de compagnies franches.

Ce type de compagnie franche subsistera jusqu'au règne de Louis XIII.

### XVIIe–XVIIIesiècles
Le rôle des compagnies franches va évoluer. Elles vont principalement servir à assurer la sécurité de l'armée en campagne.
À partir de Louis XIV, ce terme va servir à désigner des unités qui ne sont pas regroupées en bataillon. Elles sont commandées par un capitaine et leur effectif est de l'ordre de la centaine d'hommes.
Les compagnies franches peuvent aussi servir à recueillir des soldats étrangers. ainsi, par exemple, en 1666, 16 compagnies franches sont levées en Suisse.

### Sources et Bibliographie
: document utilisé comme source pour la rédaction de cet article.
- Général baron Bardin, Dictionnaire de l'Armée de terre ou Recherches historiques sur l'Art et les Usages militaires des Anciens et des Modernes, Paris, 1843, Corréard, tome 5, article « Compagnie franche », pages 1497-1498.